# 1976-os Formula–1 svéd nagydíj
A svéd nagydíj volt az 1976-os Formula–1 világbajnokság hetedik futama.

## Futam

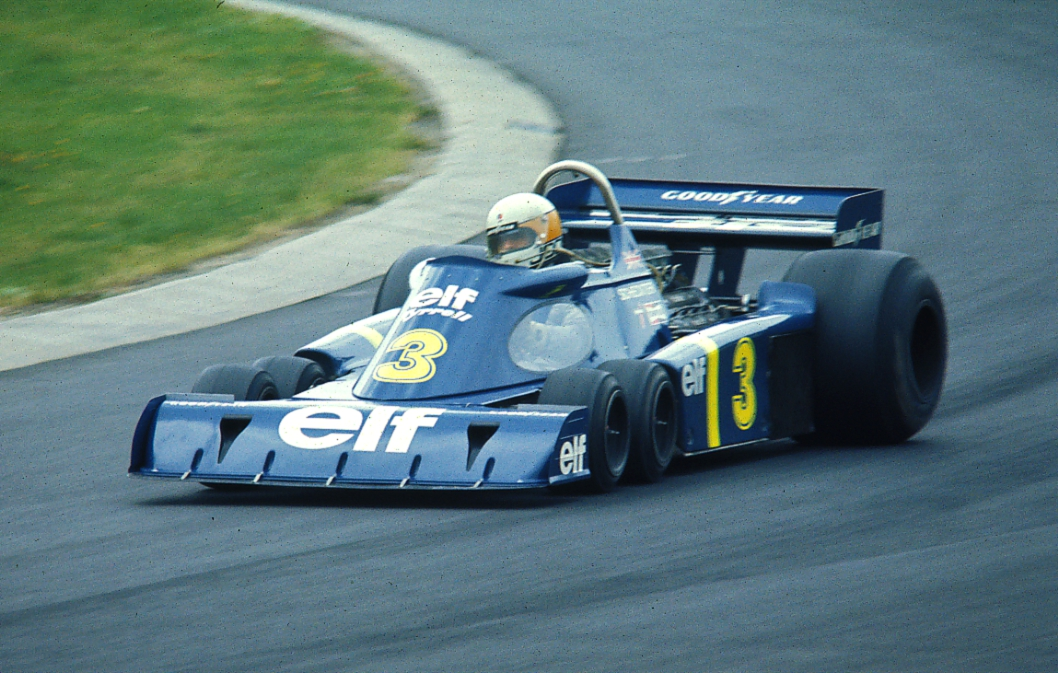
Jody Scheckter a Tyrrell-Ford P 34-gyel.

A rajt után Andretti megtartotta első helyét, akit Scheckter, Depailler és Amon követett. Nilsson esélyei akkor szálltak el, amikor a 3. körben megcsúszott, és a bokszutca falának csapódott. Nem sokkal ezután csapata arról értesült, hogy másik versenyzőjüket, Andrettit egyperces időbüntetéssel sújtották, mivel kiugrott a rajtnál. Az amerikai egyetlen lehetősége az volt, hogy meg kellett próbálnia több mint egy percet lefaragnia a hátrányából. A verseny elég egyhangú volt, az egyetlen változás akkor történt, amikor egy versenyző kiesett. Amonnak a 39. körben motorhiba miatt kellett feladnia negyedik pozícióját, majd a 46. körben Andretti is ugyanennél az oknál fogva esett ki. A két Tyrrell a futam leintéséig tartotta az első két helyet, és végül Lauda lett a harmadik. Laffite negyedikként, Hunt pedig ötödikként ért célba, míg Regazzoninak az utolsó körben sikerült Pace-t és Petersont is megelőznie, így az övé lett az utolsó pontszerző hely.
| Helyezés | #  | Versenyző          | Csapat/Motor       | Körök | Idő/Kiesés oka | Rajthely | Pontszám |
| -------- | -- | ------------------ | ------------------ | ----- | -------------- | -------- | -------- |
| 1        | 3  | Jody Scheckter     | Tyrrell-Ford       | 72    | 1:46:53,729    | 1        | 9        |
| 2        | 4  | Patrick Depailler  | Tyrrell-Ford       | 72    | + 19,766       | 4        | 6        |
| 3        | 1  | Niki Lauda         | Ferrari            | 72    | + 33,866       | 5        | 4        |
| 4        | 26 | Jacques Laffite    | Ligier-Matra       | 72    | + 55,819       | 7        | 3        |
| 5        | 11 | James Hunt         | McLaren-Ford       | 72    | + 59,483       | 8        | 2        |
| 6        | 2  | Clay Regazzoni     | Ferrari            | 72    | + 1:00,366     | 11       | 1        |
| 7        | 10 | Ronnie Peterson    | March-Ford         | 72    | + 1:03,493     | 9        |          |
| 8        | 8  | Carlos Pace        | Brabham-Alfa Romeo | 72    | + 1:11,613     | 10       |          |
| 9        | 16 | Tom Pryce          | Shadow-Ford        | 71    | + 1 kör        | 12       |          |
| 10       | 9  | Vittorio Brambilla | March-Ford         | 71    | + 1 kör        | 15       |          |
| 11       | 12 | Jochen Mass        | McLaren-Ford       | 71    | + 1 kör        | 13       |          |
| 12       | 17 | Jean-Pierre Jarier | Shadow-Ford        | 71    | + 1 kör        | 14       |          |
| 13       | 19 | Alan Jones         | Surtees-Ford       | 71    | + 1 kör        | 18       |          |
| 14       | 35 | Arturo Merzario    | March-Ford         | 70    | Motorhiba      | 19       |          |
| 15       | 18 | Brett Lunger       | Surtees-Ford       | 70    | + 2 kör        | 24       |          |
| Kiesett  | 24 | Harald Ertl        | Hesketh-Ford       | 54    | Kicsúszás      | 23       |          |
| Kiesett  | 34 | Hans-Joachim Stuck | March-Ford         | 52    | Motorhiba      | 20       |          |
| Kiesett  | 5  | Mario Andretti     | Lotus-Ford         | 45    | Motorhiba      | 2        |          |
| Kiesett  | 22 | Chris Amon         | Ensign-Ford        | 38    | Baleset        | 3        |          |
| Kiesett  | 21 | Michel Leclère     | Wolf-Williams-Ford | 20    | Motorhiba      | 25       |          |
| Kiesett  | 37 | Larry Perkins      | Boro-Ford          | 18    | Motorhiba      | 22       |          |
| Kiesett  | 30 | Emerson Fittipaldi | Fittipaldi-Ford    | 10    | Meghajtás      | 21       |          |
| Kiesett  | 32 | Loris Kessel       | Brabham-Ford       | 5     | Baleset        | 26       |          |
| Kiesett  | 6  | Gunnar Nilsson     | Lotus-Ford         | 2     | Baleset        | 6        |          |
| Kiesett  | 7  | Carlos Reutemann   | Brabham-Alfa Romeo | 2     | Motorhiba      | 16       |          |
| Kiesett  | 28 | John Watson        | Team Penske-Ford   | 0     | Baleset        | 17       |          |

## Statisztikák
Vezető helyen:
- Mario Andretti: 45 (1-45)
- Jody Scheckter: 27 (46-72)

Jody Scheckter 4. győzelme, 1. pole-pozíciója, Mario Andretti 3. leggyorsabb köre.
- Tyrrell 20. győzelme.